# Kudako
El riu Kudako - Кудако (rus) - és un riu de Rússia que passa pel krai de Krasnodar. És un afluent per l'esquerra de l'Adagum, de la conca hidrogràfica del riu Kuban.
Neix als vessants septentrionals del Caucas occidental, al nord-oest de Gorni, prop de Novorossiïsk. Té una llargària de 34 km i una conca de 121 km². Des del seu naixement fins a la desembocadura, passa per les viles de Novokrimski, Krasni, Lvovski i Kíevskoie. Desemboca a l'Adagum a 1 km a l'est de Nekràssovski. El seu afluent principal és el Rússkaia, per la dreta, a la vora dels quals es troben Rússkoie, Novi i Sadovi.